# Nilita Vientós Gastón
 Petronila Nilita Vientos Gastón  (* 5. Juni 1903 in San Sebastián (Puerto Rico); † 10. Juli 1989 in Sancture, Puerto Rico) war eine puerto-ricanische Schriftstellerin, Hochschullehrerin und Anwältin. Sie war Professorin für Literatur an der Fakultät für Geisteswissenschaften der Universität von Puerto Rico, Campus Río Piedras, und war die erste Anwältin, die für das Justizministerium von Puerto Rico arbeitete.

## Leben und Werk
Vientós Gastón wurde als Tochter von José Benigno Vientós Lacaurt aus Lares und María Antonia Gastón Romero aus Mayagüez geboren. Ihr Vater wurde von der Firma, bei der er als Lebensversicherungsmakler arbeitete, nach Kuba entsandt, wohin er mit seiner Familie zog und wo Vientós Gastón in Havanna ihre Grundschulbildung erhielt. Nachdem die Familie mehrere Jahre in Kuba gelebt hatte, zog sie nach New York City, wo Vientós Gastón die Lincoln High School besuchte. 1923 kehrte sie nach Puerto Rico zurück und studierte Rechtswissenschaft an der Universität von Puerto Rico. 1926 erwarb sie dort den Bachelor of Laws. Sie praktizierte bis 1931 als Rechtsanwältin in einem Privatbüro in San Juan (Puerto Rico). Sie studierte dann an der Metropolitan Opera, musste das Studium jedoch aus finanziellen Gründen unterbrechen.
1938 begann sie als erste Frau in Puerto Rico als Rechtsreferentin im Justizministerium zu arbeiten. Sie wurde stellvertretende Generalstaatsanwältin und verteidigte erfolgreich den Gebrauch der spanischen Sprache vor den Gerichten von Puerto Rico vor dem Obersten Gerichtshof. 1943 schlug sie die Verabschiedung eines Gesetzes vor, das den Unterricht in Puerto Rico in allen Fächern auf Spanisch anordnete und Englisch als Fremdsprache vorsah.
1948 erhielt sie ein Stipendium der Rockefeller Foundation und studierte englische Literatur am Kenyon College in Ohio, USA.
1950 wurde sie Mitglied der Sociedad para la Protección de los Demócratas Españoles Víctimas de la Opresión y el Totalitarismo (Gesellschaft zum Schutz der spanischen Demokraten als Opfer von Unterdrückung und Totalitarismus) mit Sitz in Frankreich.
1967 beendete sie ihre Tätigkeit im Justizministerium und begann ihre Lehrtätigkeit als Professorin für Literatur an der Universität von Puerto Rico.

## Literarische Tätigkeit
Vientós Gastón war Gründungsmitglied der Academia de la Lengua Española. 1946 wurde sie als die erste weibliche Präsidentin des puerto-ricanischen Athenaeums gewählt, einer Kultureinrichtung, die sich der puerto-ricanischen Kunst, Musik und Literatur widmete. Sie nahm diese Tätigkeit bis 1961 wahr.
Sie hatte eine Kolumne in der Zeitung El Mundo, wo sie eine anerkannte Literaturkritikerin war. 1945 gründete und leitete sie die Literaturzeitschrift Asomante und 1970 gründete sie die Zeitschrift Sin Nombre.
1961 erhielt sie den Journalism Award des Instituto de Literatura Puertorriqueña für ihre 1961 in der Presse veröffentlichten Artikel. 1964 war sie Mitbegründerin des Congreso Puertorriqueño.
1967 war sie Gründerin des PEN-Clubs von Puerto Rico und übernahm die erste Präsidentschaft.

## Ehrungen
- 1995 wurde die Stiftung Nilita Vientós Gastón gegründet und das Haus von Vientós Gastón in eine Museumsbibliothek umgewandelt. Die Stiftung verwaltet zusammen mit dem Instituto de Cultura Puertorriqueña gestiona ihre Publikationen und Dokumente.
- Die puerto-ricanische Anwaltskammer verleiht jährlich den Nilita Vientós Gastón Award.[2]
- Die puerto-ricanische Anwaltskammer ehrte ihr Andenken, indem sie eine Halle nach ihr benannte.
- 1986 verlieh ihr die Universität von Puerto Rico die Ehrendoktorwürde.[3]

## Veröffentlichungen (Auswahl)
- Apuntes sobre teatro, 1956–1961. Instituto de Cultura Puertorriqueña, 1989, ISBN 978-0-86581-442-4.
- mit Luis Nieves-Falcón: Nilita: la provocación de la palabra. Fundación Nilita Vientós Gastón, S. 228, ISBN 978-1-881748-26-7
- mit José Luis Cano, Enrique Canito: La Ínsula Sin nombre. Colección Tratados de crítica literaria. Editorial Orígenes, S. 136, 1990, ISBN 978-84-7825-057-8.
- El mundo de la infancia. Editorial Cultural, 1984.
- Índice cultural. Vols. 3–4. Univ. de Puerto Rico, 1971.
- Impresiones de un viaje. Biblioteca de Autores Puertorriqueños, 1957.
- mit Magali Roy-Féquière, Juan Flores, Emilio Pantojas-García: Women, Creole Identity, and Intellectual Life in Early Twentieth-Century Puerto Rico. Temple University Press, 2004, ISBN 978-1-59213-231-7.